# سياحة

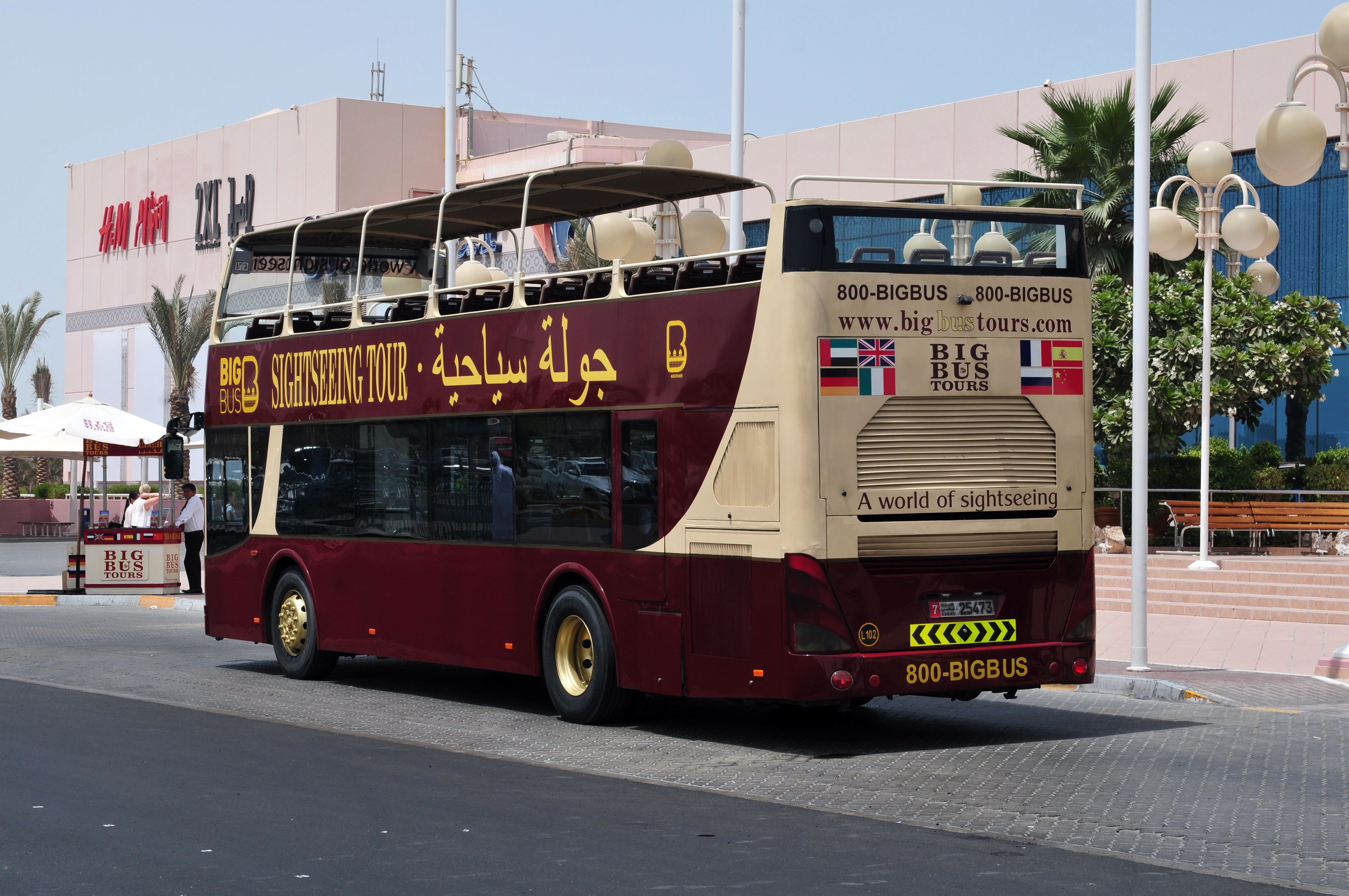
حافلة تقدم جولات للسائحين في مدينة أبو ظبي

السياحة هي السفر بهدف الترفيه أو التطبيب أو الاكتشاف، وتشمل السياحة توفير الخدمات المتعلقة بالسفر. والسائح هو الشخص الذي يقوم بالانتقال لغرض السياحة لمسافة ثمانين كيلومترا على الأقل من منزله. وذلك حسب تعريف منظمة السياحة العالمية (التابعة لهيئة الأمم المتحدة).

## إحصائيات السياحة العالمية

### الدول السياحية الأكثر زيارة
| Rank | Country          | منظمة السياحة العالمية Region | International tourist arrivals (2018) |
| ---- | ---------------- | ----------------------------- | ------------------------------------- |
| 1    | فرنسا            | Europe                        | 89 million                            |
| 2    | إسبانيا          | Europe                        | 83 million                            |
| 3    | الولايات المتحدة | North America                 | 80 million                            |
| 4    | الصين            | Asia                          | 63 million                            |
| 5    | إيطاليا          | Europe                        | 62 million                            |
| 6    | تركيا            | Europe                        | 46 million                            |
| 7    | المكسيك          | North America                 | 41 million                            |
| 8    | ألمانيا          | Europe                        | 39 million                            |
| 9    | تايلاند          | Asia                          | 38 million                            |
| 10   | المملكة المتحدة  | Europe                        | 36 million                            |

### مدخولات السياحة العالمية
| Rank | Country/Area     | منظمة السياحة العالمية Region | International tourism receipts (2018) |
| ---- | ---------------- | ----------------------------- | ------------------------------------- |
| 1    | الولايات المتحدة | North America                 | $214 billion                          |
| 2    | إسبانيا          | Europe                        | $74 billion                           |
| 3    | فرنسا            | Europe                        | $67 billion                           |
| 4    | تايلاند          | Asia                          | $63 billion                           |
| 5    | المملكة المتحدة  | Europe                        | $52 billion                           |
| 6    | إيطاليا          | Europe                        | $49 billion                           |
| 7    | أستراليا         | Asia-Pacific                  | $45 billion                           |
| 8    | ألمانيا          | Europe                        | $43 billion                           |
| 9    | اليابان          | Asia                          | $41 billion                           |
| 10   | الصين            | Asia                          | $40 billion                           |

### مصاريف السياحة العالمية
| Rank | Country          | منظمة السياحة العالمية Region | International tourism expenditure (2015) |
| ---- | ---------------- | ----------------------------- | ---------------------------------------- |
| 1    | الصين            | Asia                          | $277 billion                             |
| 2    | الولايات المتحدة | North America                 | $144 billion                             |
| 3    | ألمانيا          | Europe                        | $94 billion                              |
| 4    | المملكة المتحدة  | Europe                        | $76 billion                              |
| 5    | فرنسا            | Europe                        | $48 billion                              |
| 6    | أستراليا         | Oceania                       | $37 billion                              |
| 7    | روسيا            | Europe                        | $35 billion                              |
| 8    | كندا             | North America                 | $33 billion                              |
| 9    | كوريا الجنوبية   | Asia                          | $32 billion                              |
| 10   | إيطاليا          | Europe                        | $30 billion                              |

### أشهر المعالم السياحية
| أشهر المعالم السياحية في عام 2007 |                     |               |                  |                      |
| الترتيب العالمي                   | المعلم السياحي      | المدينة       | الدولة           | عدد الزوار بالملايين |
| 1                                 | ميدان التايمز       | نيويورك       | الولايات المتحدة | 35                   |
| 2                                 | المنتزه القومي      | واشنطن        | الولايات المتحدة | 25                   |
| 3                                 | منتجع والت ديزني    | أورلاندو      | الولايات المتحدة | 16.6                 |
| 4                                 | ساحة ترافلجار       | لندن          | المملكة المتحدة  | 15                   |
| 5                                 | ديزني لاند          | كاليفورنيا    | الولايات المتحدة | 14.7                 |
| 6                                 | شلالات نياجارا      | أونتاريو      | كندا             | 14                   |
| 7                                 | جسر البوابة الذهبية | سان فرانسيسكو | الولايات المتحدة | 13                   |
| 8                                 | ديزني لاند طوكيو    | طوكيو         | اليابان          | 12.9                 |
| 9                                 | كاتدرائية نوتردام   | باريس         | فرنسا            | 12                   |
| 10                                | يورو ديزني          | باريس         | فرنسا            | 10.6                 |
| معالم سياحية أخرى مشهورة          |                     |               |                  |                      |
| 11                                | سور الصين العظيم    | بادلينغ       | الصين            | 10                   |
| 18                                | برج أيفل            | باريس         | فرنسا            | 6.7                  |
| 31                                | الوادي الكبير       | أريزونا       | الولايات المتحدة | 4.4                  |
| 36                                | تمثال الحرية        | نيويورك       | الولايات المتحدة | 4.24                 |
| 37                                | الفاتيكان           | روما          | إيطاليا          | 4.2                  |
| 39                                | الكولوسيوم          | روما          | إيطاليا          | 4                    |
| 47                                | إهرامات الجيزة      | القاهرة       | مصر              | 3                    |
| 50                                | تاج محل             | آكرا          | الهند            | 2.4                  |

### أكثر المدن السياحية

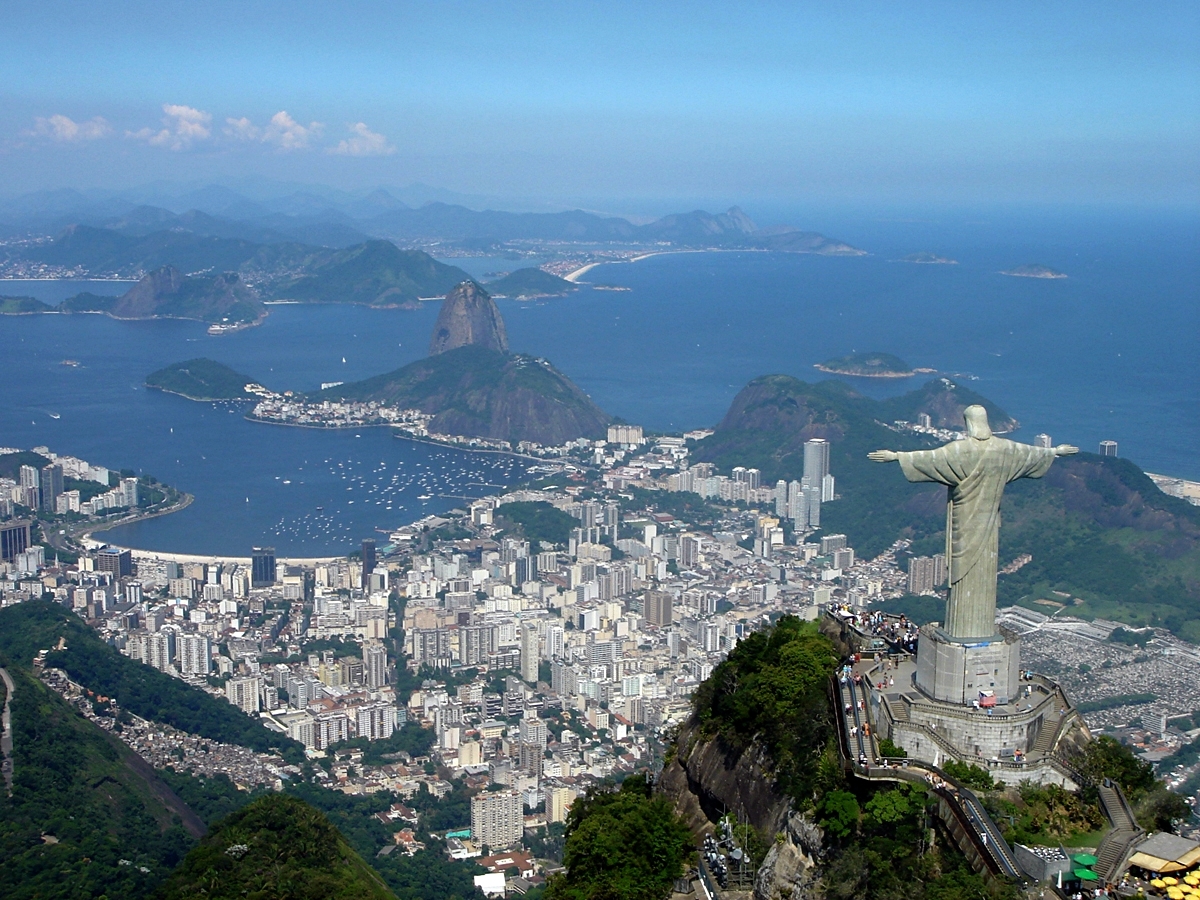
ريو دي جانيرو، أشهر مدينة في البرازيل

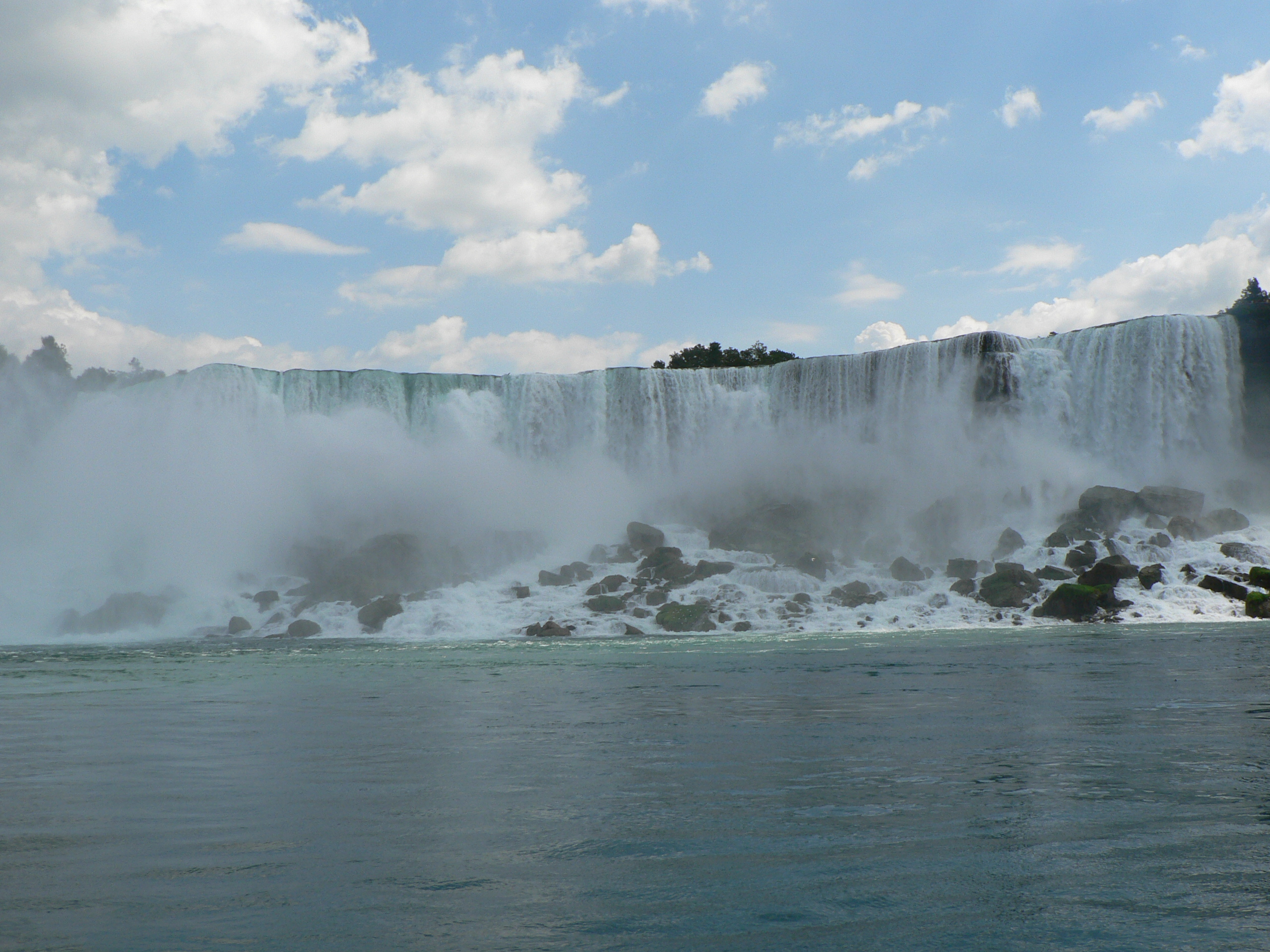
شلالات نياغارا كندا

| المدن الـ11 الأولى من حيث عدد الزائرين من أنحاء العالم حسب السنة |                          |                              |                                       |
| المدينة                                                          | الدولة                   | الزوار العالميين (بالملايين) | العام/ملاحظات                         |
| مدريد                                                            | إسبانيا                  | 20                           | 2009 (Excluding extra-muros visitors) |
| باريس                                                            | فرنسا                    | 14.8                         | 2009 (Excluding extra-muros visitors) |
| لندن                                                             | المملكة المتحدة          | 14.1                         | 2009                                  |
| سنغافورة                                                         | سنغافورة                 | 9.7                          | 2009                                  |
| كوالا لمبور                                                      | ماليزيا                  | 9.11                         | 2009                                  |
| هونغ كونغ                                                        | الصين                    | 8.95                         | 2009                                  |
| نيويورك                                                          | الولايات المتحدة         | 8.7                          | 2009                                  |
| بانكوك                                                           | تايلاند                  | 8.45                         | 2009                                  |
| إسطنبول                                                          | تركيا                    | 7.51                         | 2009                                  |
| دبي                                                              | الإمارات العربية المتحدة | 6.81                         | 2009                                  |
| شنغهاي                                                           | الصين                    | 6.29                         | 2009                                  |

## أنواع السياحة
- سياحة المغامرات: هو الاطلاع على الغرائب ومراقبة السكان وعاداتهم، مثل تسلق الجبال كجبال الأطلس أو ركوب الأمواج أو التزلج برمال الصحراوية وغيرها.
- السياحة الترفيهية: وهي السفر إلى الوجهات السياحية بغرض الترفيه أو الإستجمام والترويح عن النفس.
- السياحة الدينية: السفر بهدف زيارة الأماكن المقدسة مثل مكة المكرمة والمدينة المنورة والفاتيكان والقدس الشريف.
- السياحة الثقافية: ويكون الهدف منها زيارة الأماكن والمواقع الثقافية، والمتاحف والمآثر والمعالم التاريخية، إضافة إلى اكتشاف عادات وتقاليد الشعوب الأخرى.
- سياحة الشواطئ: تنتشر هذه السياحة في البلدان التي تطل على البحر وتحتوي على مناطق ساحلية جذابة، ونجد هذا النوع من السياحة الشاطئية في الكثير من بلدان العالم، مثل دول حوض البحر المتوسط ودول بحر الكاريبي وجنوب الخليج العربي كعمان ودول البحر الأحمر إضافة إلى زوار البحر الميت بفلسطين والأردن وبعض الجزر الذائعة الصيت كجزر المالديف.

كما يرتبط بها نوع آخر وهو : سياحة الغوص، كنشاط سياحي له علاقة مباشرة بالسياحة الشاطئية في المناطق الساحلية.
- سياحة التأمل: ويعتبر من أرقى أنواع السياحة العالمية، وهو منتج سياحي جديد على المستوى العالمي.

ويتطلب هذا النوع تواجد مختصين في مجال التأمل والتفكير، لاختيار أماكن الفعاليات المناسبة من قبل هؤلاء المختصين بعد الكشف والإطلاع والاختبار. فمناطق التأمل والتفكير في مجال هذا النوع السياحي لا تكون عشوائية وإنما تتطلب شروطا خاصة ودقيقة، حيث يحدد الخبراء الدوليون والمتخصصون في الطاقة، أنه يجب أن تتوفر فيها كافة الخصائص الفريدة حول العالم والمتعلقة بالطاقة الايجابية التي يحتاجها جسم الإنسان وتساعده على الاسترخاء والتفكير والتأمل واطلاق الأفكار والإبداعات. وقد اضحت سياحة التأمل والتفكير جزءا من خريطة السياحة العالمية ومتطلباتها الدقيقة والتي باتت اليوم من العناصر الرئيسية المكونة لقطاع السياحة العالمي، وعلى المستوى العالمي تشتهر بها دول شرق آسيا والهند، إضافة إلى العديد من الدول حول العالم وتسقطب شريحة واسعة من السياح من مختلف ثقافات ودول العالم.
- سياحة المغامرات: هو مصطلح يستخدم للدلالة على نوعية الرحلة السياحية التي تستهوي الافراد الذين يبحثون عن نوع معين من النشوة والمخاطرة، كرحلات التجديف في الأنهار العليا وركوب الامواج في البحار الهائجة ورحلات الصيد في أعالي البحار وسباق القوارب في فصل الشتاء، وحسب التدقيق العلمي لسياحة المغامرات فهي تضم كل الاشخاص الذين يركزون على البحث عن الخبرات الغامضة ويعيشون لحظات من التحدي والاستكشاف والخطر.

### التطورات الحديثة

الأبعاد الثلاثة الرئيسية للنشاط السياحي

لم تعد صناعة السياحة كما كانت منذ سنوات، اذ تشعبت فروعها وتداخلت وأصبحت تدخل في معظم مجالات الحياة اليومية، ولم تعد السياحة ذلك الشخص الذي يحمل حقيبة صغيرة ويسافر إلى بلد ما ليقضي عدة ليال في أحد الفنادق ويتجول بين معالم البلد الأثرية. ولقد تغير الحال وتبدل وتخطت السياحة تلك الحدود الضيقة لتدخل بقوة إلى كل مكان لتؤثر فيه وتتأثر به. ومن الأنواع الحديثة للسياحة:
- السياحة العلاجية: السفر بهدف العلاج والاستجمام في المنتجعات الصحية في مختلف بقاع العالم كما في الهند على سبيل المثال.
- السياحة البيئية: السفر بهدف زيارة المحميات الطبيعية مثل المحميات الطبيعية في أفريقيا.
- السياحة البحرية: وهي منتشرة بشكل كبير في الوطن العربي، في أكادير، شرم الشيخ، اللاذقية، العقبة والإسكندرية.
- سياحة المؤتمرات: وهي الأنشطة السياحية المصاحبة لحضور المؤتمرات العالمية وهي تكون بالعواصم المختلفة حول العالم.
- سياحة التسوق: وهي السفر من أجل التسوق من الدول التي تتميز بوفرة في مجمعات الشراء وجودة الأسعار ومنها دبي ولندن وباريس وميلانو وفرانكفورت وبرلين فهي مواقع للتسوق.
- السياحة الرياضية بأنواعها.
- سياحة ترفيهية: وهي السفر إلى الأماكن السياحية المعروفة على مستوى العالم.
- سياحة دينية: السفر بهدف زيارة الأماكن المقدسة بالنسبة للأديان مثل مكة والمدينة والقدس بالنسبة للمسلمين والقدس وبيت لحم والفاتيكان والأديرة المختلفة بالنسبة للمسيحيين ومنها دير سانت كاترين في جنوب سيناء في مصر وكذلك زيارة الأشرام أو المعتزلات الدينية في الجبال بالنسبة للهندوس والبوذيين.

## النمو

أنواع سياحية تلتقي مع السياحة المستدامة في عدة نقاط مشتركة

هذا التنوع هو نتاج تطور صناعة السياحة ونتاج زحفها إلى مقدمة القطاعات الاقتصادية في العالم.. فقد تمكنت السياحة من تجاوز كل الأزمات وأثبتت التجارب أنها صناعة لا تنضب ولا تندثر، بل تنمو عاما بعد عام رغم كل الأحداث المؤسفة والصعوبات التي قد تمر بها.. فالسياحة هي صناعة مرتبطة بالرغبة الإنسانية في المعرفة وتخطي الحدود..لقد توقع البعض منذ سنوات أن تقل حركة السياحة مع تطور الإعلام وظهور شبكة الإنترنت التي تعج بالمعلومات والصور والبيانات.. ولكن السنوات أثبتت أنها أصبحت عاملا مساعداً أكثر في سوق السياحة العالمي والجذب السياحي.
ستظل السياحة أكثر الصناعات نموا وأكثرها رسوخا وتطورا.. فهي مرتبطة بتطور العلاقات البشرية والمجموعات البشرية، ورغم دخول دول كثيرة في الفترة الأخيرة إلى سوق السفر والسياحة إلا أن السوق يستطيع استيعاب العالم كله.. الذي بات يبدو صغيرا أكثر فأكثر مع مرور الزمن والتطور التكنولوجي، فهي صناعة العالم من العالم وإلى العالم..والأكثر تطورا وتفهما وتفتحا هو الذي يستطيع أن يأخذ منها قدر ما يريد ويعمل على جعلها صناعة سياحية تصب في تنمية مستدامة لصالح الساكنة المحلية والاقتصاد المحلي بما يصلح عليه بالسياحة المستدامة والسياحة المسؤولة.

## التخطيط السياحي
التخطيط السياحي هو رسم صورة تقديرية مستقبلية للصناعة السياحية في بلد معين، وفق برنامج يسير على خطوات فترة زمنية محددة إما بعيدة أو قريبة المدى، مع تحديد أهداف الخطة السياحية لتحقيق تنمية سياحية مستدامة.
تتجلى أهميته في:
- يساعد التخطيط السياحي على تحديد وصيانة الموارد السياحية والاستفادة منها بشكل رشيد ومناسب في الوقت الحاضر والمستقبل في إطار سياحة مستدامة لتنمية مستدامة.[14]
- يساعد التخطيط السياحي على تكامل القطاع السياحي وربطه إيجابيا مع القطاعات السياحية الأخرى، مع تحقيق أهداف السياسات العامة للتنمية الاقتصادية والاجتماعية على كل مستوياتها.
- التخطيط السياحي يوفر المعلومات والبيانات والإحصائيات والخرائط والمخططات والتقارير والاستبيانات، مما يزيد في إثراء الميدان السياحي الوطني وتشجيع المستثمرين والمتدخلين في القطاع للعمل بشكل واضح بعيدا عن الضبابية في حال نذرة المعطيات والإستبيانات والإحصاءات الدقيقة..
- التخطيط السياحي يساعد على زيادة الفوائد الاقتصادية والاجتماعية وتقييم التراث الثقافي والطبيعي والتاريخي المحلي من خلال تطوير القطاع السياحي، وتوزيع ثمار تنميته على أفراد المجتمع في إطار سياحة منصفة وعادلة، كما يساعد في التحكم وإدارة سلبيات السياحة والتقليل منها وتحديد آثارها.
- التخطيط السياحي يساعد على وضع الخطط التفصيلية والرفع من نسبة إنجاحها، للرفع من مستوى المداخيل السياحية وتنظيم المجال السياحي.
- التخطيط السياحي يساعد على وضع الأسس المناسبة لتنفيذ الخطط والسياسات والبرامج التنموية المستمرة عن طريق إنشاء الأجهزة والمؤسسات لإدارة النشاط السياحي وتطوير الصناعة السياحية في الدولة.
- التخطيط السياحي يساهم في استمرارية تقويم التنمية السياحية ومواصلة التقدم في هذا الإطار، ومحاصرة السلبيات وتطوير وإغناء وخلق النقاط الإيجابية وتجاوز السلبيات في الأعوام والمخططات اللاحقة.[15]

## معرض الصور

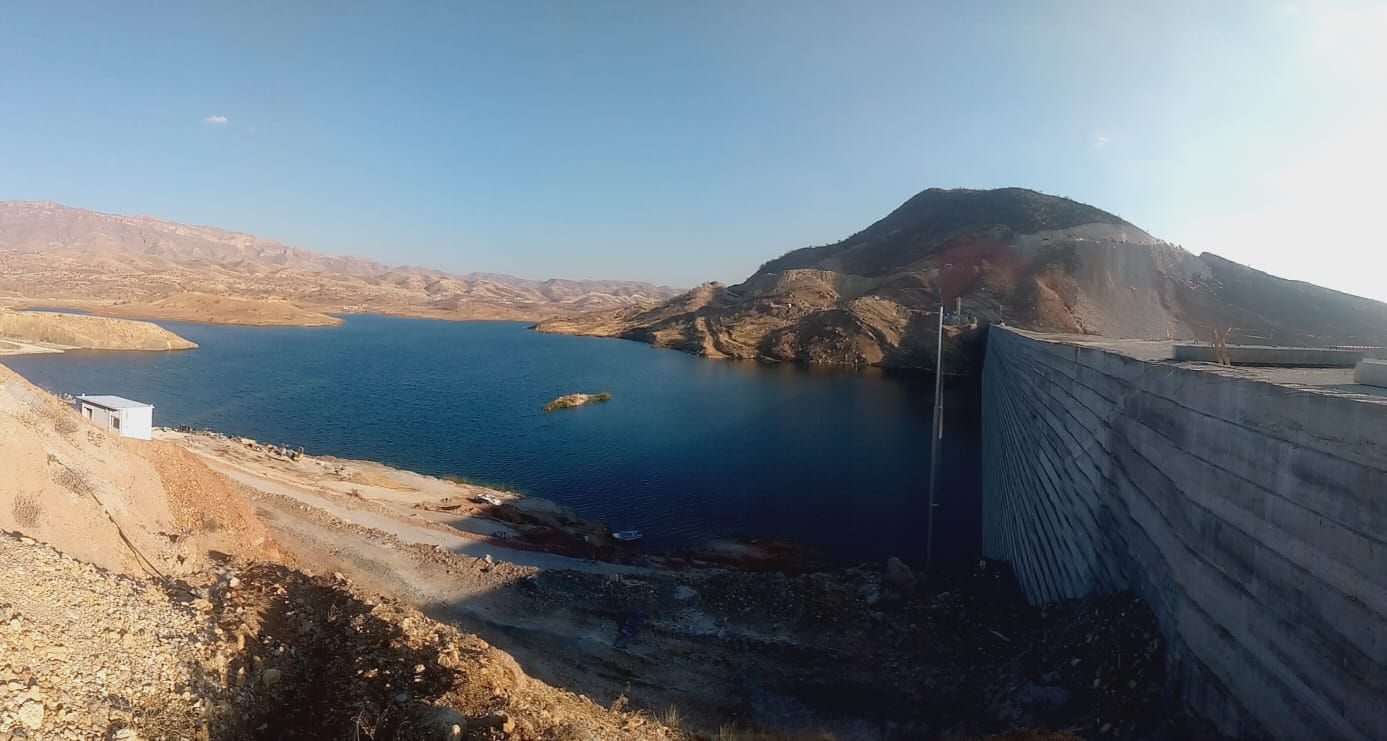
سد كوماسبان في أربيل
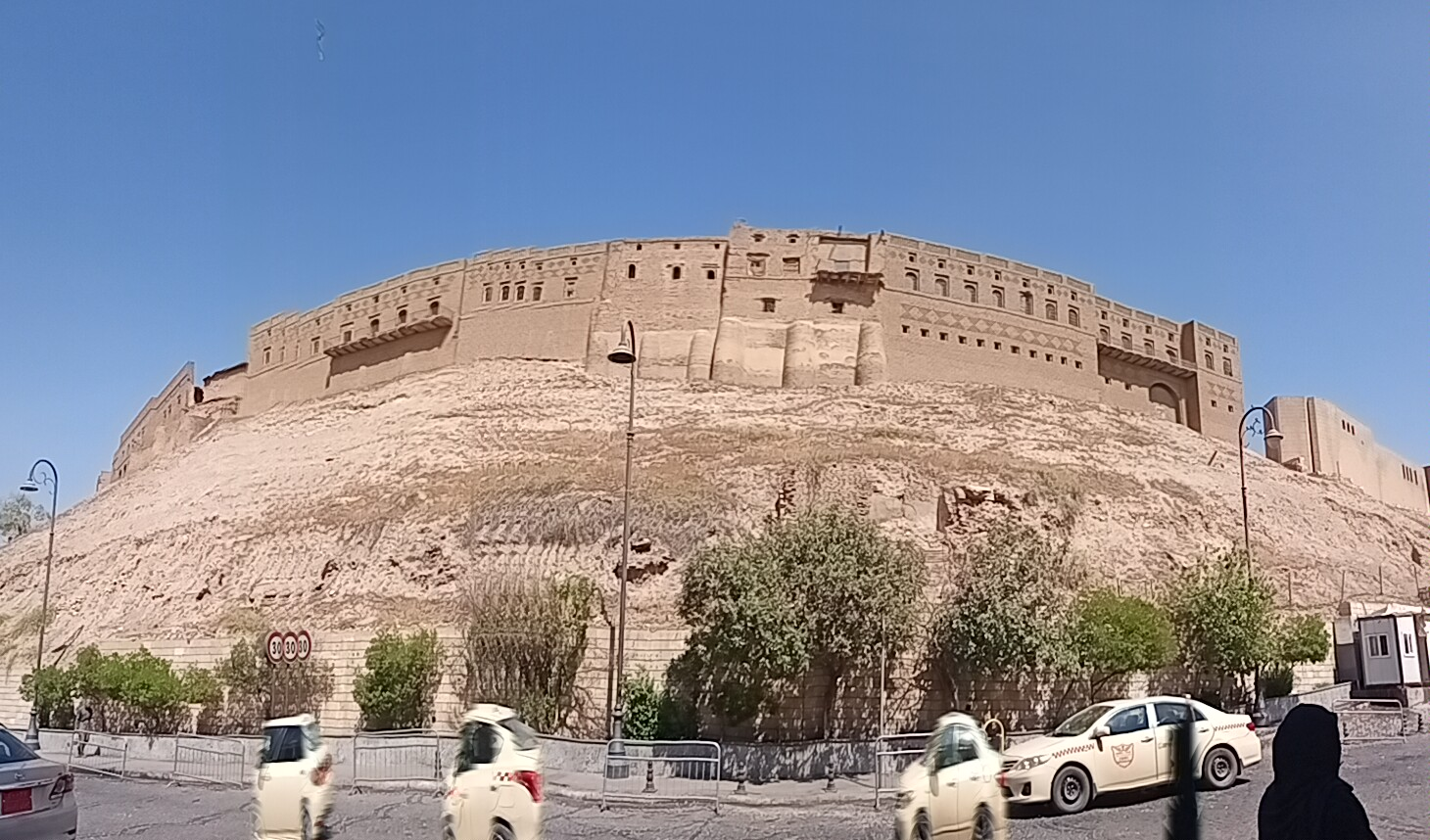
قلعة أربيل
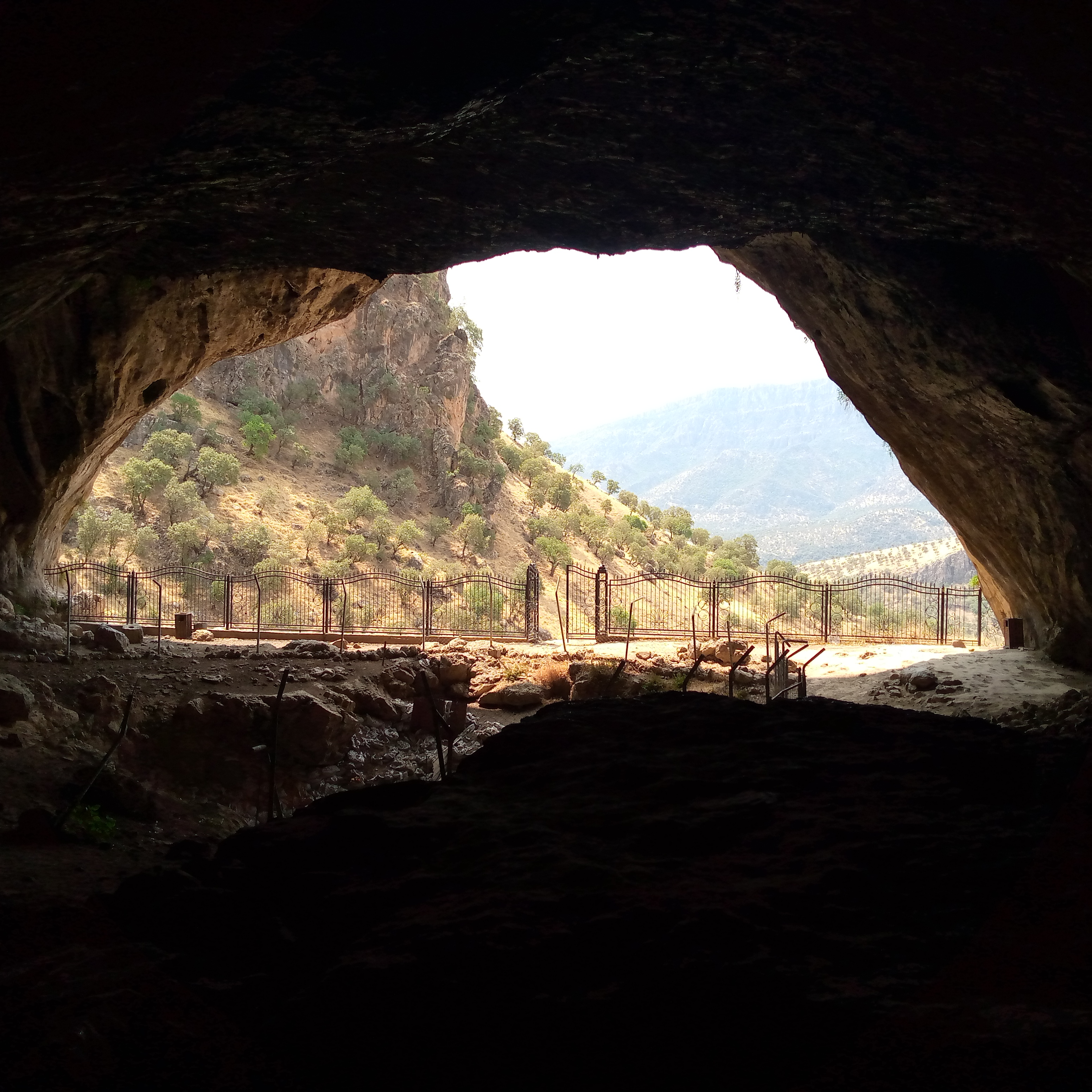
كهف شاندر
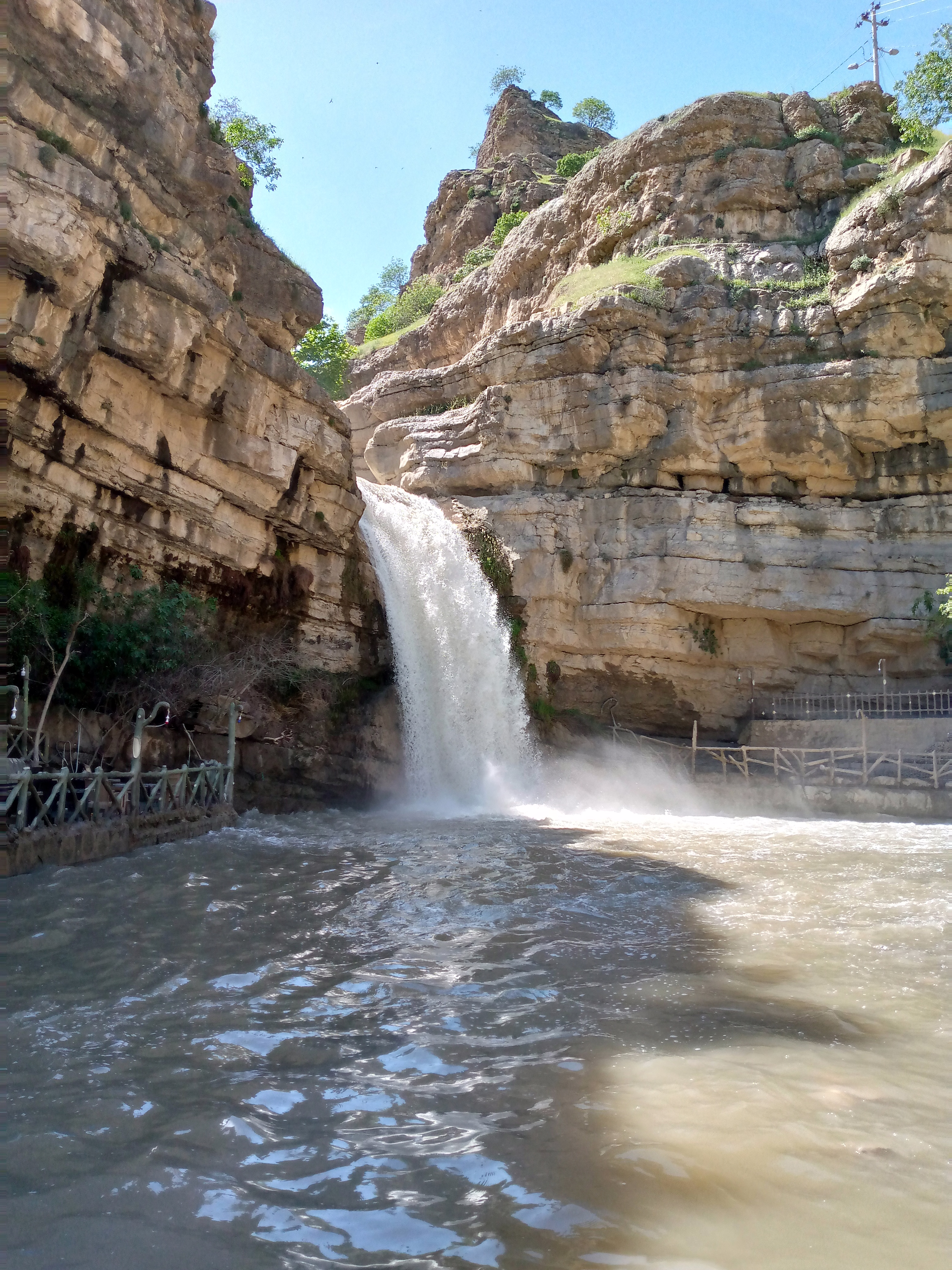
شلال كلي علي بك في أربيل
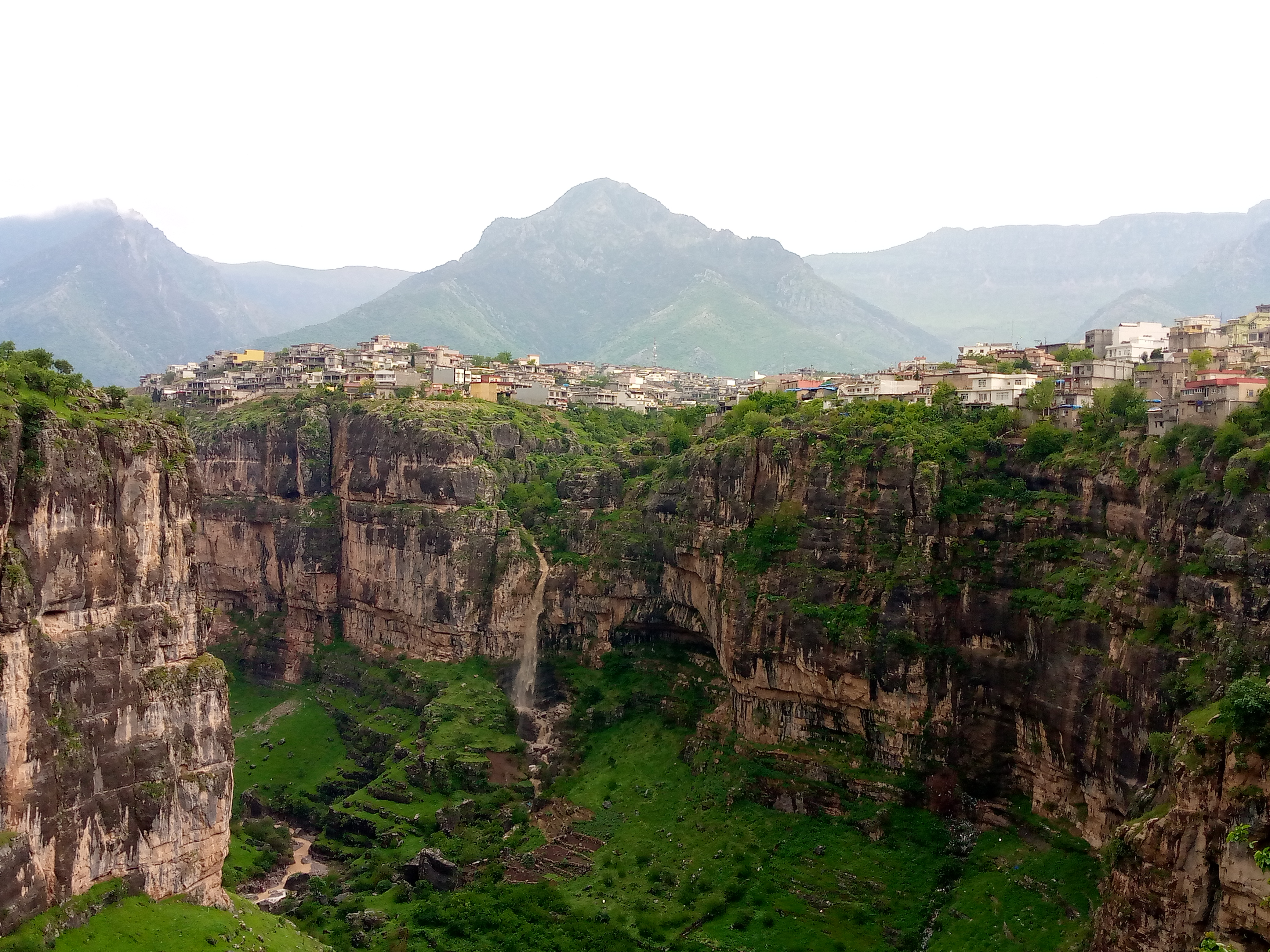
رواندز في أربيل
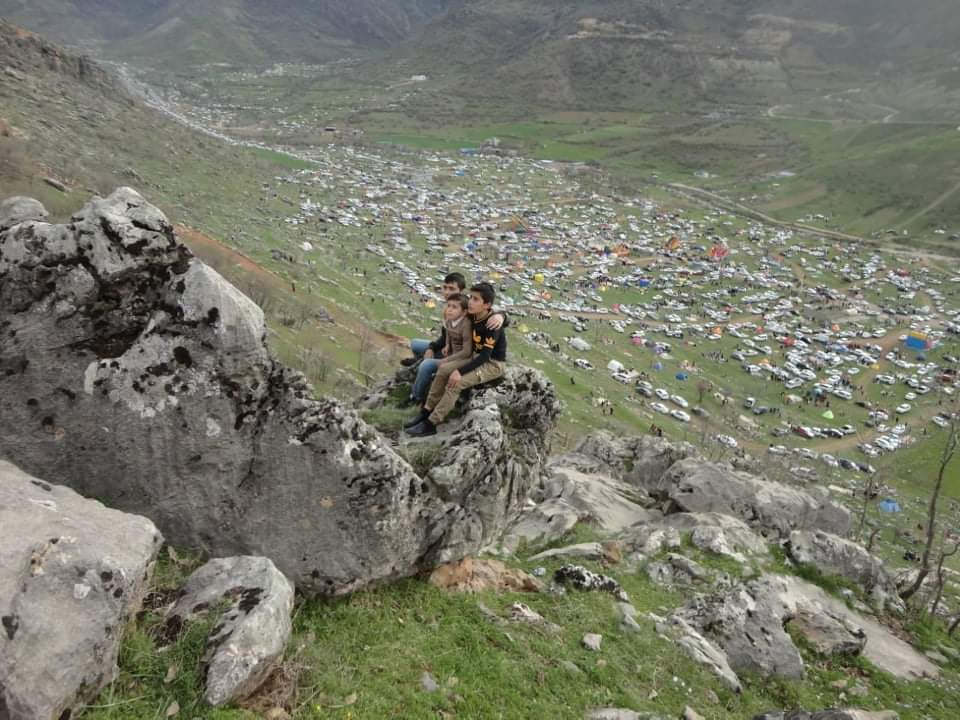
بيرويان في أربيل
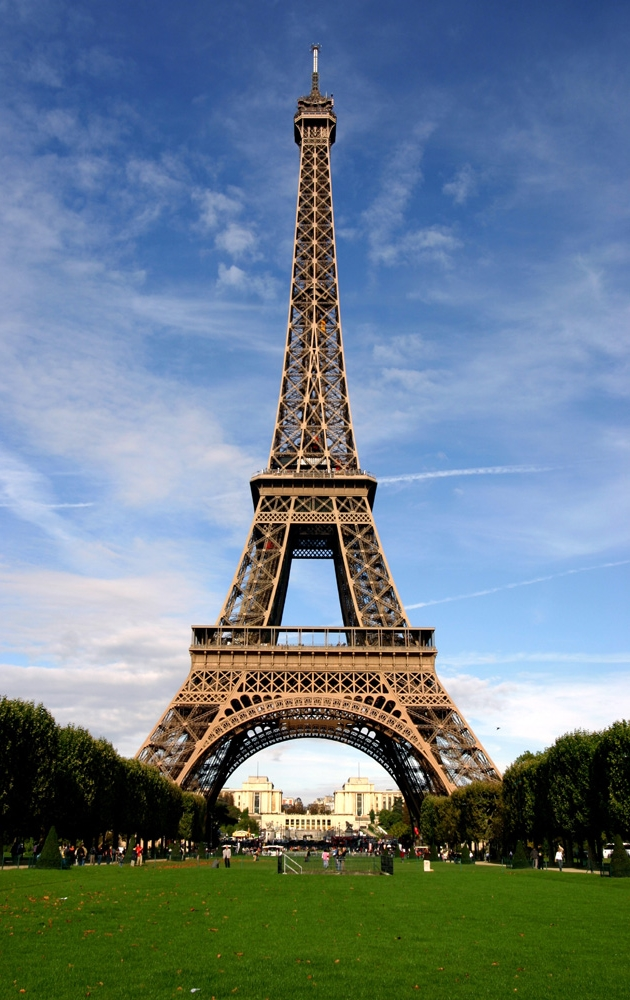
لازالت مدينة باريس المدينة السياحية الأولى في العالم
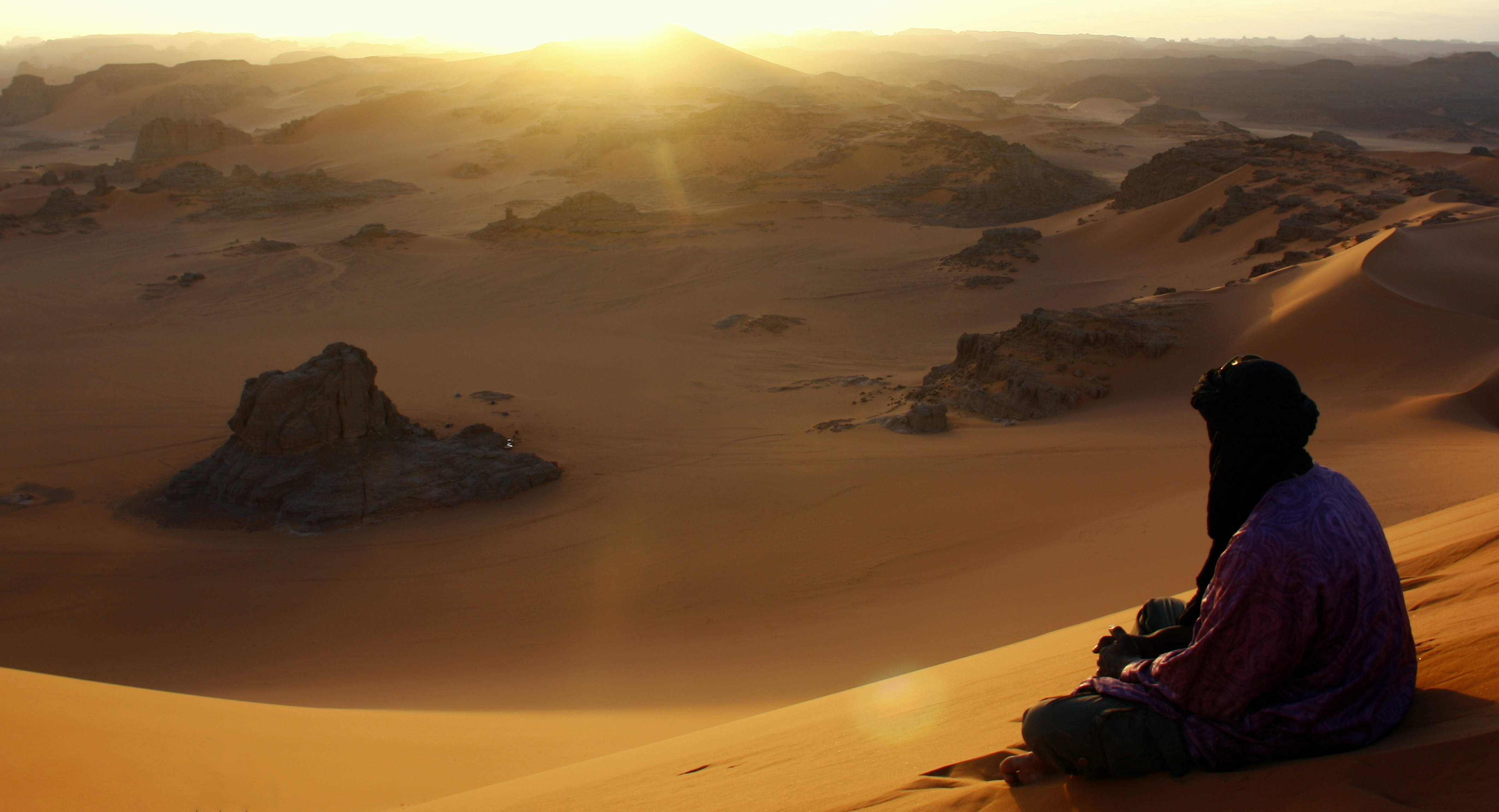
السياحة الصحراوية الجزائر
مدينة ديزني لاند، طوكيو، اليابان، أحد أشهر المعالم السياحية في العالم
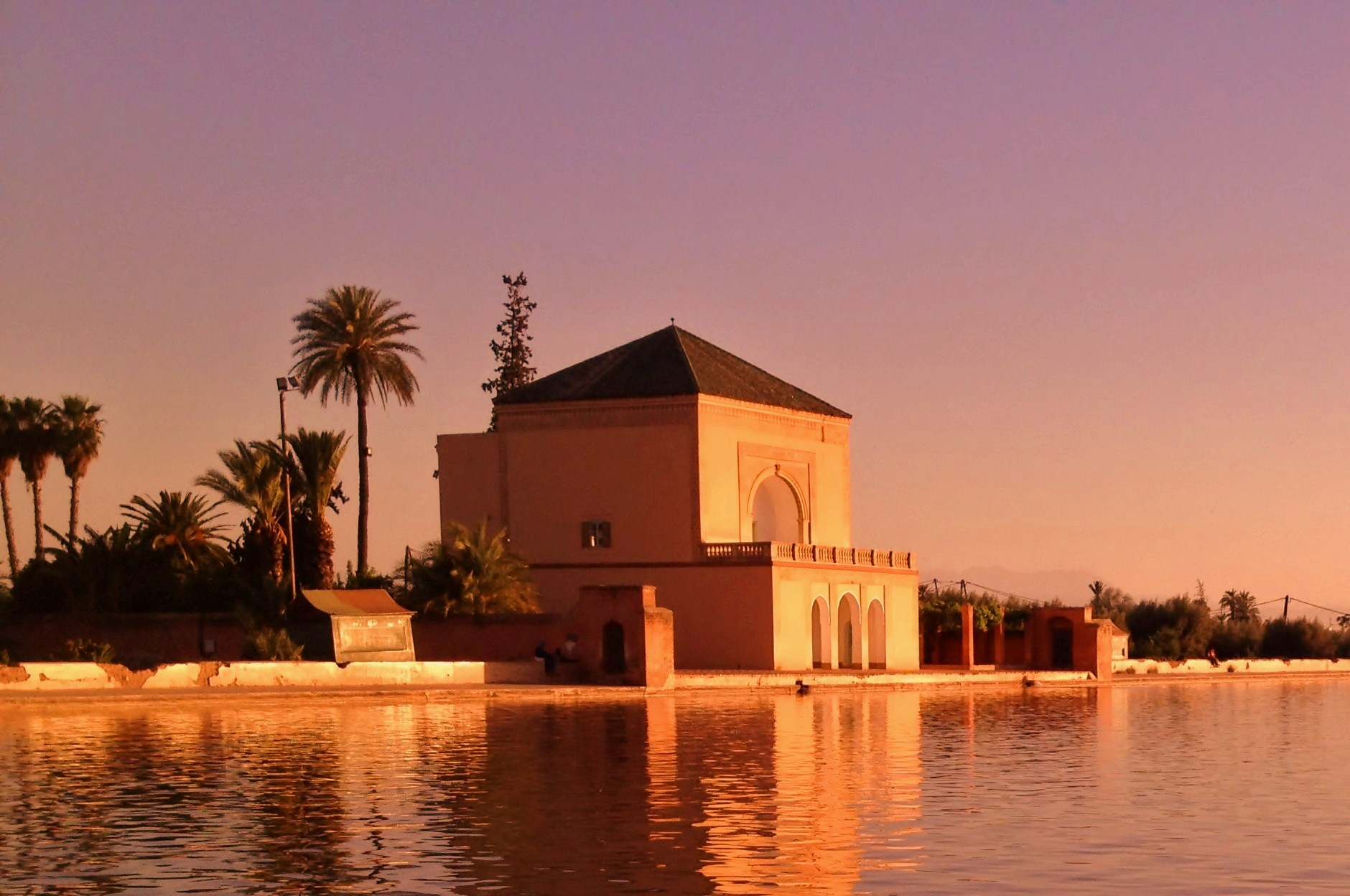
معلمة حدائق المنارة التاريخية بالمغرب
تمثال الحرية، أحد أشهر المعالم السياحية في العالم
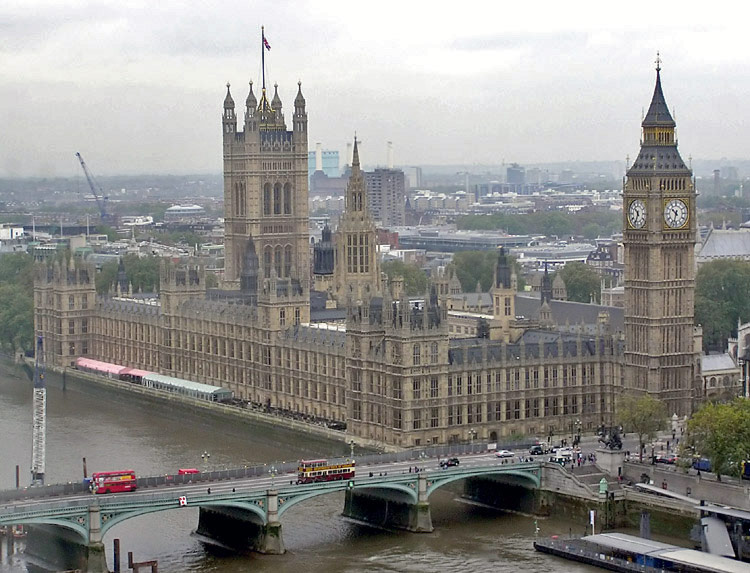
لندن، أكثر المدن زيارة في عام 2006
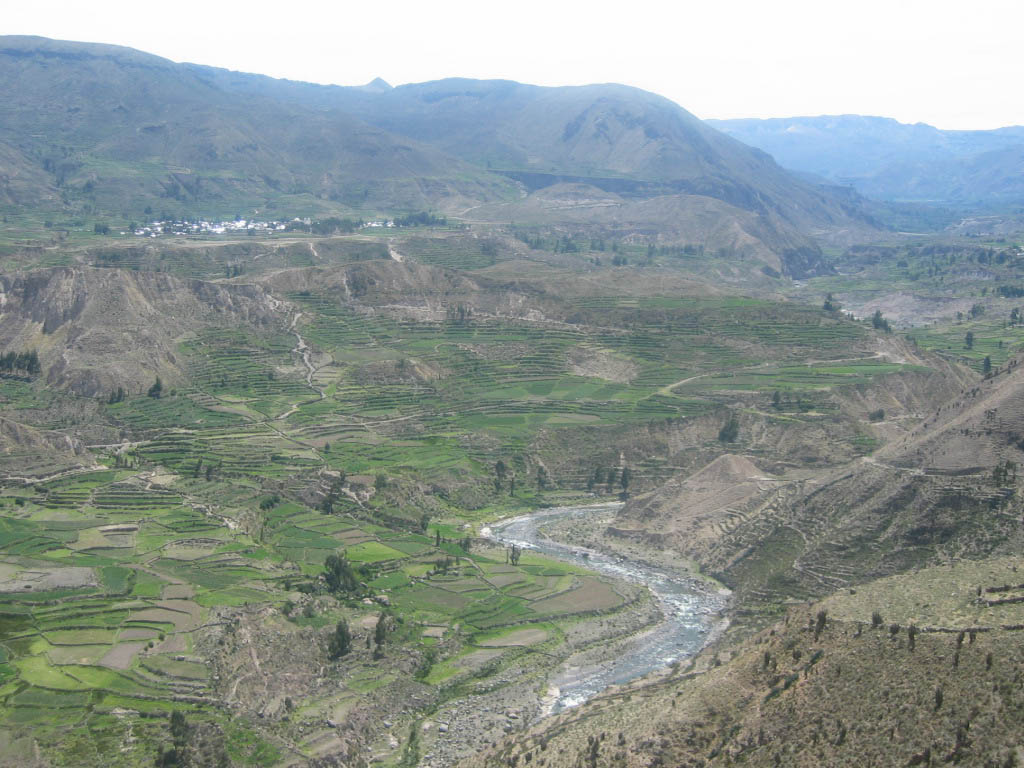
كولكا كانيون، البيرو
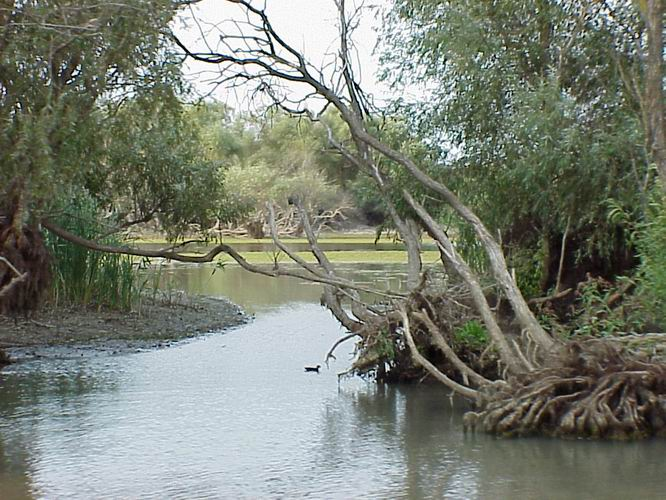
دلتا الدانوب، رومانيا
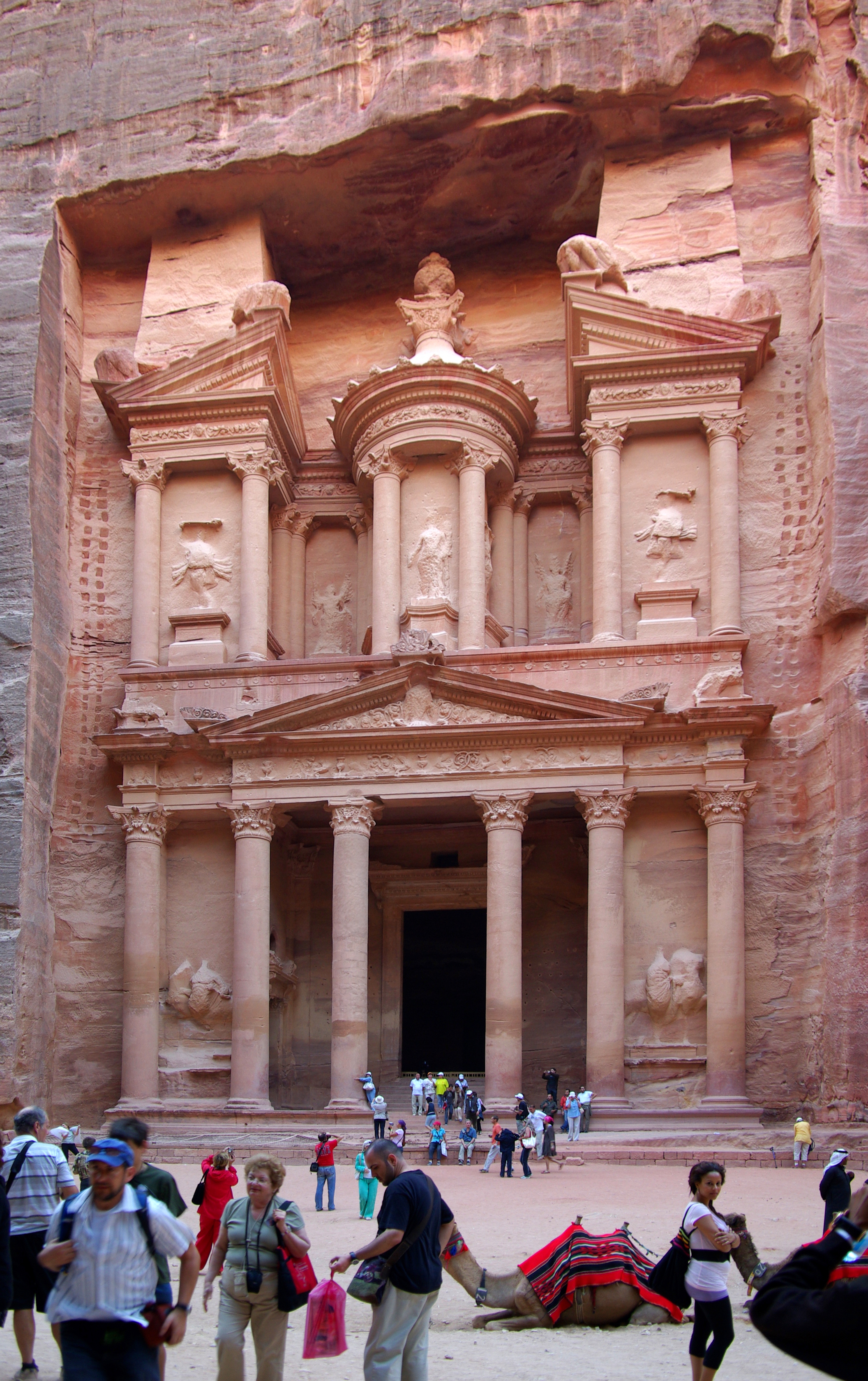
البتراء، الأردن
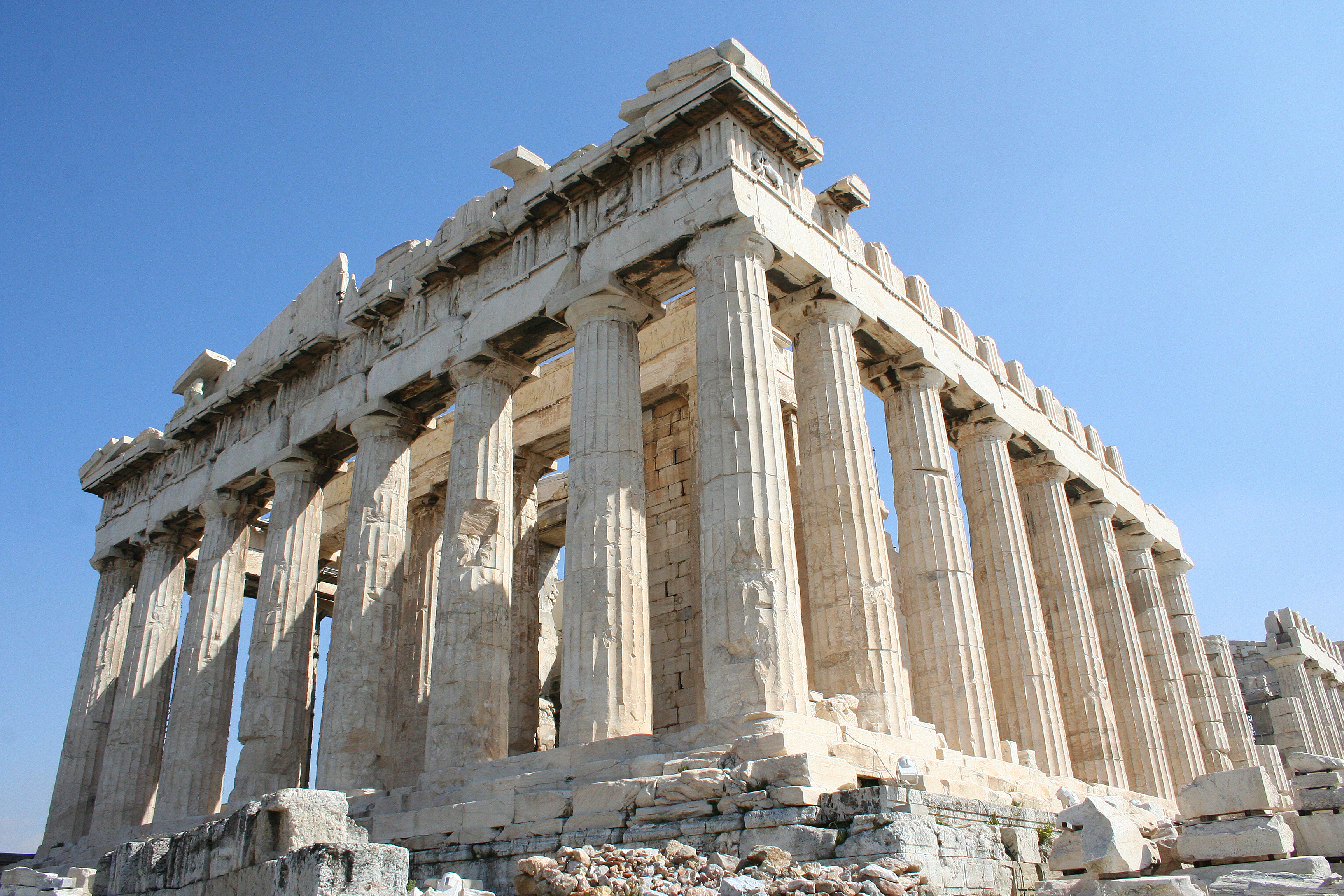
بارثينون، أثينا، اليونان أشهر موقع أثري في أوروبا
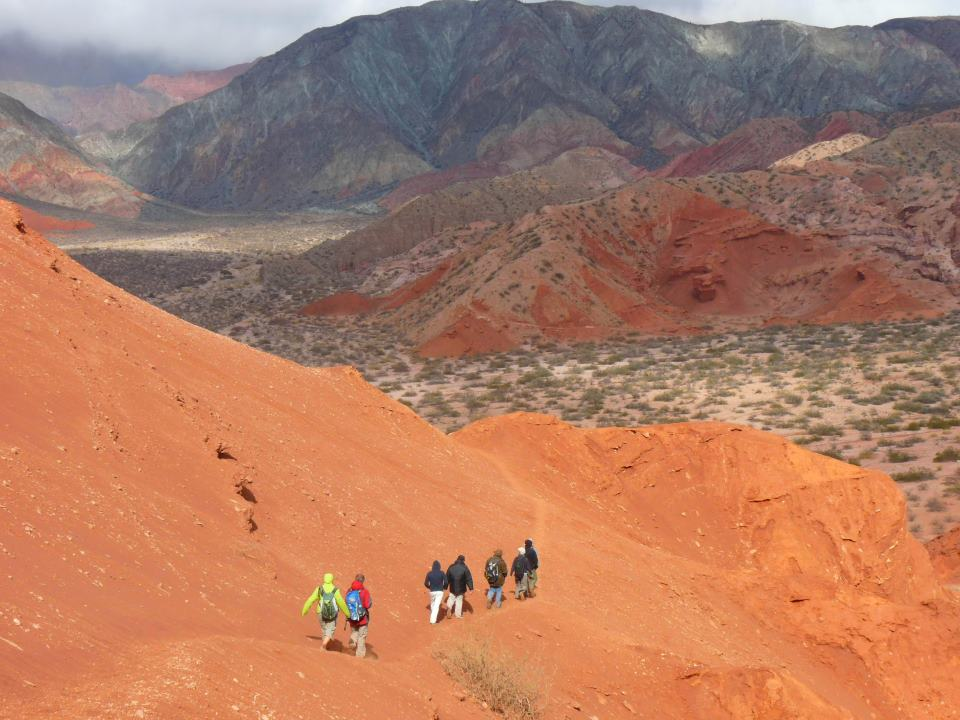
مسار في سالتا، الأرجنتين